# Lake Sumner
Lake Sumner és una concentració de població designada pel cens dels Estats Units a l'estat de Nou Mèxic. Segons el cens del 2000 tenia 86 habitants.

## Demografia
Segons el cens del 2000, Lake Sumner tenia 86 habitants, 44 habitatges, i 27 famílies. La densitat de població era de 0,5 habitants per km².
Dels 44 habitatges en un 18,2% hi vivien nens de menys de 18 anys, en un 61,4% hi vivien parelles casades, en un 0% dones solteres, i en un 38,6% no eren unitats familiars. En el 34,1% dels habitatges hi vivien persones soles el 13,6% de les quals corresponia a persones de 65 anys o més que vivien soles. El nombre mitjà de persones vivint en cada habitatge era d'1,95 i el nombre mitjà de persones que vivien en cada família era de 2,48.
Per edats la població es repartia de la següent manera: un 14% tenia menys de 18 anys, un 4,7% entre 18 i 24, un 17,4% entre 25 i 44, un 33,7% de 45 a 60 i un 30,2% 65 anys o més.
L'edat mediana era de 52 anys. Per cada 100 dones de 18 o més anys hi havia 111,4 homes.
La renda mediana per habitatge era de 25.250 $ i la renda mediana per família de 29.167 $. Els homes tenien una renda mediana de 28.750 $ mentre que les dones 23.750 $. La renda per capita de la població era de 17.590 $. Cap de les famílies i el 10,5% de la població estaven per davall del llindar de pobresa.

## Poblacions més properes
El següent diagrama mostra les poblacions més properes.